# Campionati europei di maratona canoa/kayak 2005
I Campionati europei di maratona canoa/kayak 2005 sono stati la 6ª edizione della competizione continentale. Si sono svolti a Týn nad Vltavou, in Repubblica Ceca. dal 22 al 23 luglio 2005.

## Medagliere
| Pos.   | Paese         | Oro | Argento | Bronzo | Totale |
| ------ | ------------- | --- | ------- | ------ | ------ |
| 1      | Spagna        | 2   | 1       | 0      | 3      |
| 2      | Ungheria      | 1   | 3       | 3      | 7      |
| 3      | Rep. Ceca     | 1   | 0       | 1      | 2      |
| 4      | Gran Bretagna | 1   | 0       | 0      | 1      |
| 4      | Slovacchia    | 1   | 0       | 0      | 1      |
| 6      | Portogallo    | 0   | 1       | 1      | 2      |
| 7      | Francia       | 0   | 1       | 0      | 1      |
| 8      | Polonia       | 0   | 0       | 1      | 1      |
| Totale | Totale        | 6   | 6       | 6      | 18     |

## Podi

### Uomini
| Evento    | Oro                                         | Perform. | Argento                             | Perform    | Bronzo                                    | Perform.   |
| Canoa C-1 | Radoslav Rus                                | 2h20'14" | Bertrand Hémonic                    | 2h20'16",4 | Pavel Bednar                              | 2h20'16",6 |
| Canoa C-2 | Ungheria Edvin Csabai Attila Györe          | 2h08'21" | Ungheria Robert Bindl Zsolt Gilányi | 2h08'44"   | Portogallo José Sousa Nuno Barros         | 2h10'38"   |
| Kayak K-1 | Manuel Busto Fernández                      | 2h35'27" | Attila Jámbor                       | 2h35'28",6 | István Salga                              | 2h35'28",7 |
| Kayak K-2 | Spagna Manuel Busto Fernández Oier Aizpurua | 2h24'47" | Ungheria István Salga Attila Jámbor | 2h24'48",6 | Ungheria Krisztián Szigeti Viktor Szakály | 2h24'48",8 |

### Donne
| Evento    | Oro                                  | Punti    | Argento                         | Punti      | Bronzo                                   | Punti      |
| Kayak K-1 | Anna Hemmings                        | 2h18'19" | Beatriz Gomes                   | 2h18'20",3 | Barbara Przybylska                       | 2h18'20",7 |
| Kayak K-2 | Rep. Ceca Anna Adamová Klára Ballová | 2h07'49" | Spagna Amaia Osaba Naiara Gomez | 2h07'52"   | Ungheria Orsolya Harkai Adrienn Csengeri | 2h09'21"   |